# Kouroumkan
Kouroumkan (en russe : Курумкан) est un village, centre administratif du raïon de Kouroumkan en république de Bouriatie, en Sibérie orientale.
Sa population s'élevait en 2010 à 5 465 habitants. Il se situe sur la rive droite de la rivière Bargouzine, à 411 km au nord-est d'Oulan-Oude et à 53 km du lac Baïkal.
La localité est protégée des vents violents du lac Baïkal par les monts Bargouzine.

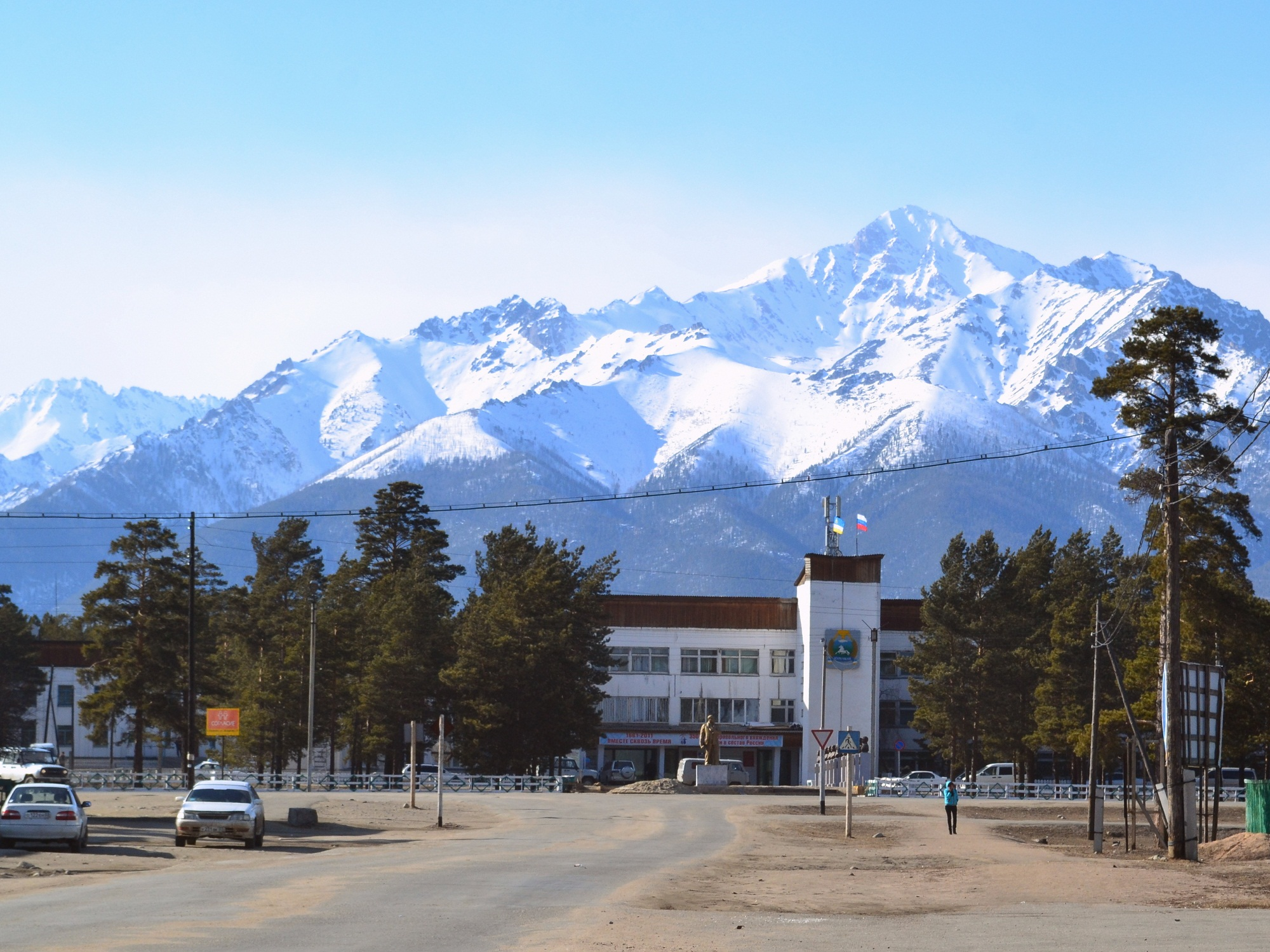
Kouroumkan, au pied des monts Bargouzine